# Aéroport de Diu
L' aéroport de Diu, code IATA : DIU, est un aérodrome civil situé sur l'île de Diu à Diu dans le territoire de l'Union de Daman et Diu en Inde.
Il dessert essentiellement le Gujarat.

## Histoire
L'aéroport de Diu a été construit en 1954 lorsque Diu faisait encore partie de l'Inde portugaise. Le 16 août 1955, Transportes Aéreos da Índia Portuguesa (TAIP) commence à l'exploiter. La compagnie aérienne relie alors Diu à Goa, Daman et Karachi. En décembre 1961, il est annexé par l'Indian Air force lors de l'Invasion de Goa.

## Structure
La piste principale (05/23) a une longueur de 1 826 m sur une largeur de 45 m et est reliée à un tablier de 60 mètres sur 90 par deux voies de circulation. Le terminal de l'aéroport peut accueillir 100 passagers dans les halls d'arrivée et de départ. Une balise non directionnelle (NDB) est la seule aide à la navigation de l'aéroport.

## Compagnies et destinations
| Compagnies   | Destinations                       |
| ------------ | ---------------------------------- |
| Air Deccan   | Ahmedabad-Sardar-Vallabhbhai-Patel |
| Alliance Air | Bombay-Chhatrapati-Shivaji         |

Édité le 21/01/2020